# آلفرد لاوک پارسون
 آلفرد لاوک پارسون (انگلیسی: Alfred Lauck Parson؛ زاده ۲۴ اکتبر ۱۸۸۹ – درگذشته ۱ ژانویهٔ ۱۹۷۰) یک دانشمند در زمینه شیمی‌دان و فیزیک‌دان اهل  بریتانیا بود.